# Johann Samuel Carl

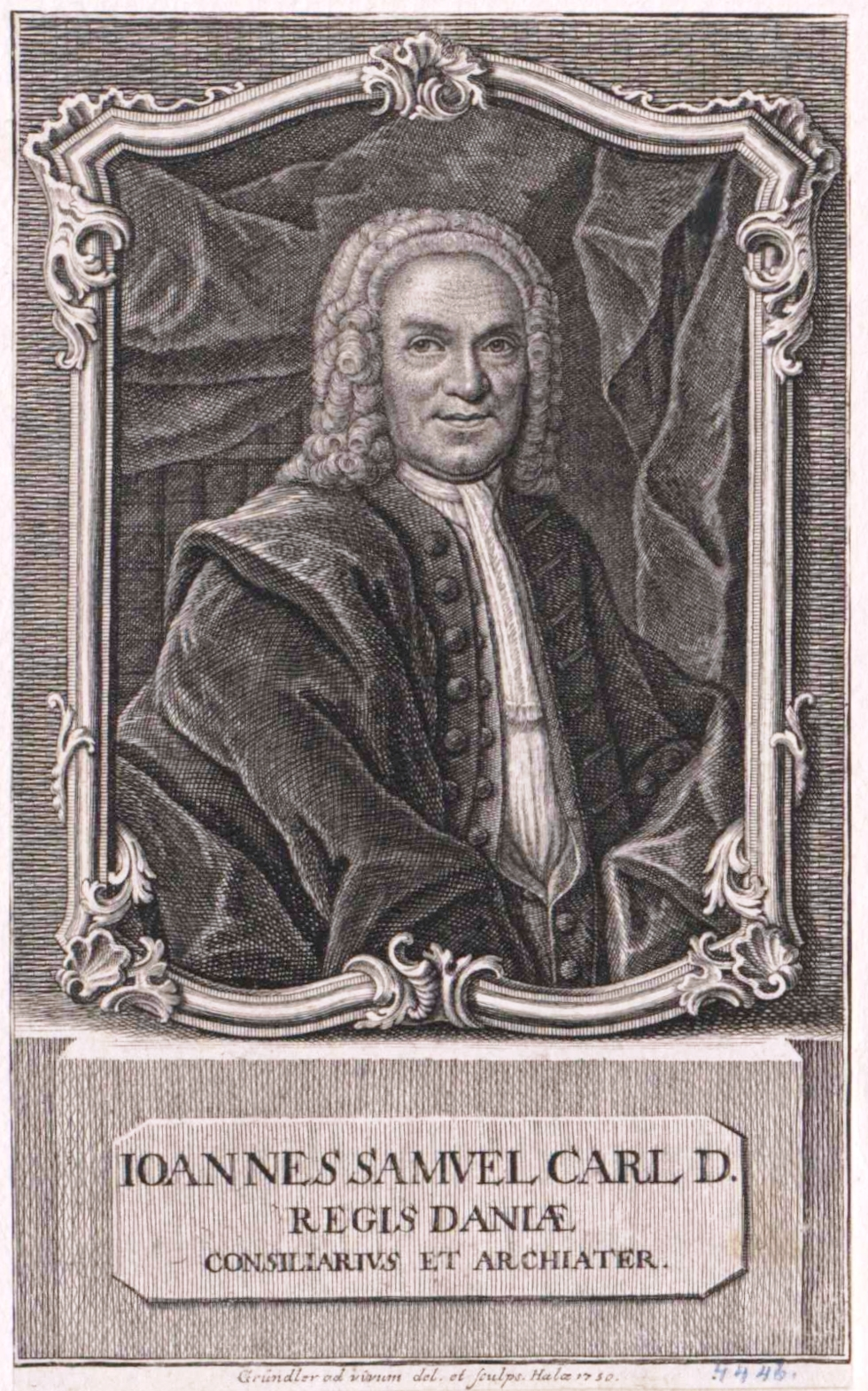
Johann Samuel Carl, Stich von Gottfried August Gründler (1750)

Johann Samuel Carl (* 1677 (?) in Öhringen, Hohenlohekreis; † 13. Juni 1757 in Meldorf, Dithmarschen) war ein deutscher Mediziner und zwischenzeitlich Leibarzt des dänischen Königs.

## Leben
Sein Geburtsdatum ist unbekannt, allerdings wurde Carl am 6. August 1677 in Öhringen (Grafschaft Hohenlohe) getauft. Er begann sein Studium der Medizin bei den Professoren Friedrich Hoffmann und Georg Ernst Stahl an der Universität Halle. Mit Letzterem verband ihn zeit seines Lebens eine Freundschaft, die sich nicht nur in denselben beruflichen Ansichten spiegelte, sondern auch in dem von beiden favorisierten Pietismus. Später wechselte Carl mit denselben Fächern an die Universität Leipzig zu den Professoren Johannes Bohn und Augustus Quirinus Rivinus. 1699 kehrte Carl wieder zu Stahl nach Halle an der Saale zurück und schloss dort sein Studium erfolgreich mit einer Dissertation ab. Am 26. Oktober 1704 wurde Johann Samuel Carl mit dem akademischen Beinamen Asclepiodorus zum Mitglied (Matrikel-Nr. 260) der Leopoldina gewählt.
Um diese Zeit schloss Carl sich dem radikalen Pietismus an. Er gründete philadelphische Sozietäten und beherbergte den Wanderpropheten Johann Georg Rosenbach. 1708 wurde er deshalb aus Württemberg ausgewiesen. Durch die Fürsprache seines Lehrers Stahl erhielt er eine Anstellung als Hofarzt beim religiös toleranten Grafen von Isenburg-Stolberg. 1714 schloss er sich dort den Inspirierten an, die eins ihrer Zentren in der Grafschaft Isenburg-Büdingen hatten. 1728 trennte er sich von den Inspirierten, die seine zweite Eheschließung nicht guthießen, weil die Ehefrau, Johanna Sophie von Bülow, sich ihnen nicht anschließen wollte. Im selben Jahr avancierte Carl zum Leibarzt des Grafen Sayn-Wittgenstein-Berleburg auf Schloss Berleburg. Auch diese Grafschaft war ein Kumulationspunkt des radikalen Pietismus, u. a. erschien hier die sogenannte Berleburger Bibel. Carl verfasste einige Erweckungsschriften, unter anderem gründete er – anfangs unter dem Pseudonym Christianus Democritus des seit 1729 ebenfalls in Berleburg ansässigen Johann Konrad Dippel – die Zeitschrift Geistliche Fama, die von 1730 bis 1740 erschien und als Hauptorgan der philadelphischen Bewegung bis nach Nordamerika verbreitet war.
1736 wurde Carl als Leibarzt des pietistisch gesinnten dänischen Königs Christian VI. an dessen Hof nach Kopenhagen gerufen. Dieses Amt teilte er sich mit drei weiteren Ärzten, darunter der ebenfalls 1736 berufene Hieronymus Laub. Auch dessen Nachfolger Friedrich V. diente er in dieser Funktion. In Dänemark organisierte er die medizinische Ausbildung neu. Sein in seiner radikalen religiösen Ausrichtung begründeter Streit mit dem Hofprediger Johannes Bartholomäus Bluhme führte jedoch 1740 zu seiner Entlassung aus dem Hofdienst.
Carl zog zu seiner Tochter Maria Dorothea aus erster Ehe mit Dorothea Scheller nach Halle, wo sie mit dem Pastor und Professor Adam Struensee, dem späteren Schleswig-Holsteinischen Generalsuperintendenten, verheiratet war und Mutter von Carl August von Struensee und Johann Friedrich Struensee, der von 1768 bis 1772 ebenfalls Leibarzt eines dänischen Königs war, war. Später lebte er bei seinem Sohn, der Arzt in Meldorf in Dithmarschen war, wo er am 13. Juni 1757 im Alter von über 80 Jahren starb.

## Veröffentlichungen (Auswahl)
- Zeugnuß von Chymischer Storgerey, sonderlich in neuen Exempeln: 1. Panacaea Talci. 2. Antimonii. 3. Solari. 4. Animali. 5. Vegetabili. 6. Spiritu mundi [et] acidis dulcificatis ... samt einer Nachrede von Fatis chymicis. Frankfurt u. Leipzig, 1733
- Lapis Lydius philosophico-pyrotechnicus: ad ossium fossilium docimasium analytice demonstrandam adhibitis et per multa experimenta chymico-physica in lucem publicam missus. Verlag Sande, Frankfurt am Main 1704
- Therapia dogmatico clinica: ichnographice delineata. Büdingen 1737
- Armen-Apothecke nach allen Grund-Theilen und Sätzen der Medicin kürtzlich und einfältig eingericht und mitgetheilt . Stöhr, Büdingen 6. Auflage 1748 Digitalisierte Ausgabe der Universitäts- und Landesbibliothek Düsseldorf
- Armen-Apothecke nach allen Grund-Theilen und Sätzen der Medicin kürtzlich und einfältig eingericht und mitgetheilt ; Zum Unterricht und Dienst so wohl der krancken Armen insgemein, als auch derer, die sie versorgen sollen und wollen und doch die eigentliche Erkänntniß in der Artzney-Kunst nicht haben . Stöhr, Büdingen 7. Auflage 1764 Digitalisierte Ausgabe der Universitäts- und Landesbibliothek Düsseldorf